# Maria Montessori - La Nouvelle Femme
Maria Montessori - La Nouvelle Femme (La Nouvelle Femme) è un film del 2023 diretto da Léa Todorov.

## Trama
Lili d'Alengy, cortigiana di successo dell'alta società parigina d'inizio Novecento, teme che sua figlia, la piccola Tina, affetta da disabilità e fino ad allora tenuta quanto più nascosta possibile al mondo esterno, possa mettere in pericolo la sua posizione sociale. Si reca quindi a Roma, dove ha saputo che in un istituto c'è un'educatrice che si dice applichi metodi rivoluzionari all'insegnamento di bambini con difficoltà: Maria Montessori.

## Produzione
La sceneggiatura, per quanto incentrata su una vicenda di finzione, è stata scritta basandosi su tre biografie della Montessori: quella di Rita Kramer (Maria Montessori: A Biography, Putnam, 1976), di Marjan Schwegman (Maria Montessori, Il Mulino, 1999) e di Valeria P. Babini (Una donna nuova. Il femminismo scientifico di Maria Montessori, FrancoAngeli, 2016).

## Distribuzione
Il film è stato presentato in anteprima il 5 ottobre 2023 al Festival internazionale del cinema di Zurigo. È stato distribuito nelle sale cinematografiche francesi a partire dal 13 marzo 2024, mentre in quelle italiane dal 26 settembre 2024.